# 2 de junio
El 2 de junio es el 153.er (centésimo quincuagésimo tercer) día del año en el calendario gregoriano y el 154.º en los años bisiestos. Quedan 212 días para finalizar el año.

## Acontecimientos
- 455: Roma es saqueada por los vándalos de Genserico.
- 1183: tiene lugar la batalla de Kurikara, dentro de las guerras Genpei, donde el clan Minamoto pone la balanza a su favor después del dominio del clan Taira.
- 1484: la ciudad de Qasr Bunayra (España), actual Casarabonela, cae en poder de los Reyes católicos.
- 1537: en Roma, el papa Paulo III publica la bula Sublimis Deus, donde decreta que los indígenas americanos son seres humanos verdaderos, dotados de alma.
- 1765: en la actual Guatemala, el primer asentamiento de la ciudad de Chiquimula es destruido por un violento huracán y varios temblores de tierra, conocidos como Terremotos de la Santísima Trinidad, que provocan deslaves e inundaciones.[1]
- 1774: en la actual Ciudad de México, el español Pedro Romero de Terreros funda el Nacional Monte de Piedad, bajo el nombre de «Sacro Real del Monte de Piedad de Ánimas», que significó la solución a los problemas económicos de los residentes de la Nueva España.
- 1782: en Madrid se funda el Banco de San Carlos, futuro Banco de España.
- 1823: en el volcán Kilauea (islas Hawái) a las 8:00 h sucede un terremoto de magnitud 7 en la escala sismológica de Richter.
- 1841: recepción de Víctor Hugo en la Academia Francesa.
- 1843: en los ingenios Ácana y Concepción, en el partido de Sabanilla (Cuba), se sublevan varias decenas de esclavos.
- 1858: en Italia, Giovanni Battista Donati descubre el cometa Donati.
- 1865: en Texas, en el marco de la guerra civil estadounidense, se rinde el 19 regimiento de Texas, la última unidad confederada, y se arria la última bandera confederada.[2]
- 1875: el inventor escocés Alexander Graham Bell inventa un micrófono de membrana para su teléfono.
- 1877: en Suiza, Paul Brousse y Jean-Louis Pindy publican el primer número de L'Avant-Garde, Organe de la Fédération française de l'Association Internationale des Travailleurs (‘La Vanguardia, órgano de la Federación Francesa de la AIT’).
- 1878: en Berlín, el emperador de Alemania Guillermo I resulta herido por dos balas. Es el segundo atentado contra su vida en dos meses.
- 1884: en Buenos Aires (Argentina) se funda el Cuerpo de Bomberos Voluntarios de La Boca, el más antiguo de ese país.
- 1886: en Nueva York, Johann Most es condenado a un año de prisión por unas declaraciones (que fueron juzgadas como «incitadoras» de un motín), que habría pronunciado en el Workingmen's Rifle Club de Nueva York el 11 de mayo.
- 1896: en Gran Bretaña, el italiano Guglielmo Marconi patenta la radio.
- 1899: en Baler (Capitanía General de las Filipinas) capitulan los «Últimos de Filipinas», después de 337 días sitiados por tropas filipinas.
- 1904: en la galería Vollard (París) el pintor francés Henri Matisse expone sus obras. Entre ellas se encuentra la popular Efecto de nieve en el puente Saint-Michel.
- 1908: en Madrid (España), el poeta nicaragüense Rubén Darío presenta sus credenciales como embajador de su país.
- 1908: en España se prohíbe la actuación de mujeres en la lidia de toros.
- 1909: el ejército francés captura la ciudad de Abéché, capital del Imperio uadai, en África central.
- 1909: se realiza el primer vuelo en aeroplano con pasajeros.
- 1919: los aliados de la Primera Guerra Mundial comunican a Austria las condiciones para la paz.
- 1919: en Zúrich (Suiza), Luigi Bertoni y otros anarquistas italianos (detenidos desde hace 14 meses) implicados en el «complot de Zúrich» son juzgados ante un tribunal federal.
- 1922: en París se estrena la ópera Renard von Mavra, de Richard Strauss.
- 1927: en Grecia se aprueba una nueva Constitución.
- 1927: en Villa Elisa (Argentina) se funda el Club Atlético Villa Elisa.
- 1941: en Bagdad (Irak) ―inmediatamente después de la victoria británica en la Guerra anglo-iraquí (del 18 de abril al 30 de mayo de 1941)―, la población musulmana suní, instigada por el embajador nazi Fritz Grobba, perpetra una farhud (‘desposesión violenta’): entre el 1 y el 2 de junio mata a 175 iraquíes judíos y hiere a unos 1000.
- 1945: En Orleans, sale editado por Émile Armand el periódico mensual L'Unique, que es una continuación de la obra de propaganda anarquista individualista que ya había empezado con L'En dehors, en 1922.
- 1946: es establecida por referéndum la República en Italia.
- 1946: en Chaco, Argentina, se funda la institución deportiva Don Orione Atletic Club.
- 1949: Transjordania pasa a denominarse oficialmente Jordania.
- 1953: en la Abadía de Westminster (Reino Unido), Isabel II es coronada reina.
- 1955: en Kazajistán (Unión Soviética) se funda el cosmódromo de Baikonur.

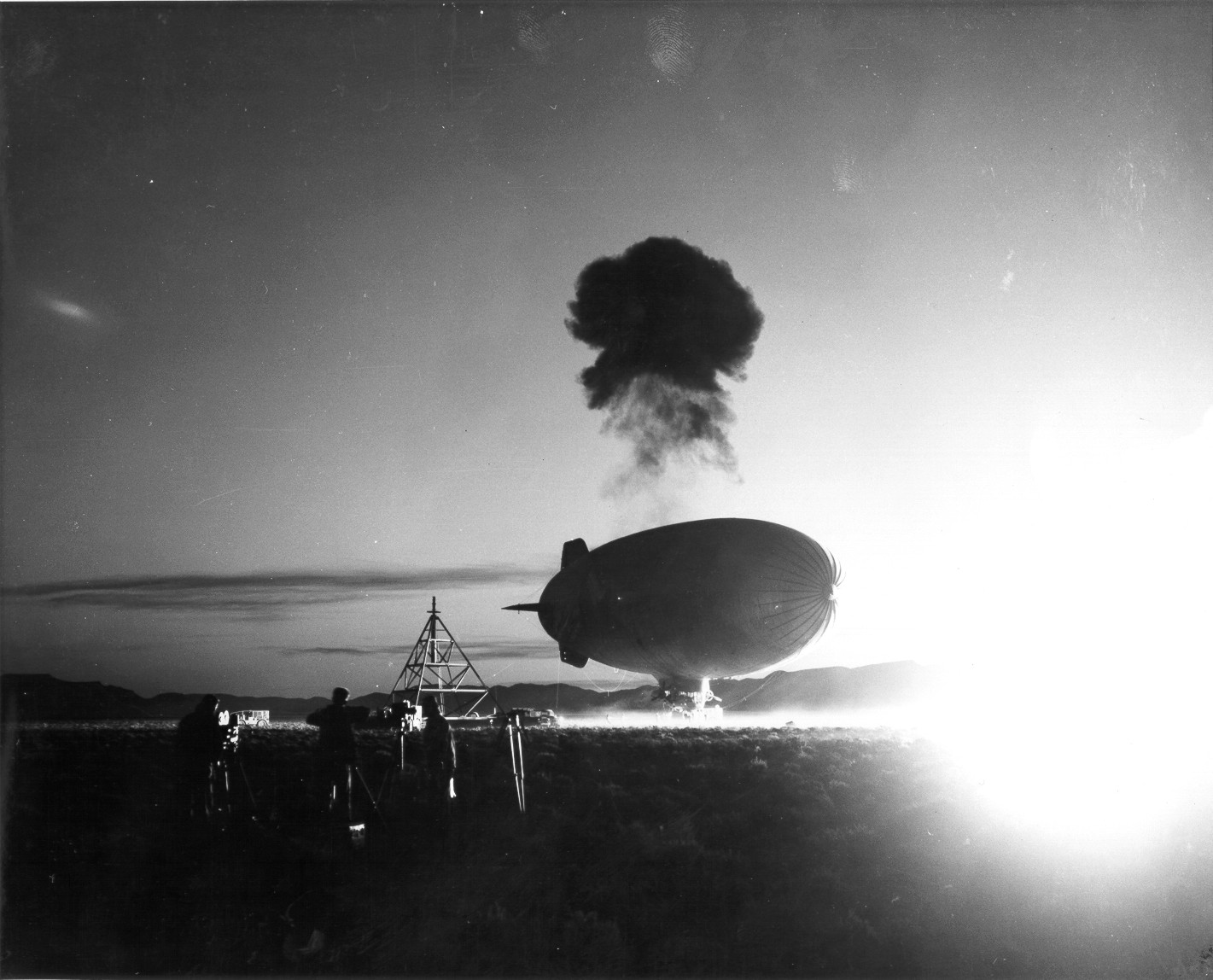
Explosión de la bomba atómica Franklin, en 1957. Se estacionó un dirigible para analizar los efectos del calor y la radiación.

- 1957: en el Sitio de pruebas de Nevada, Estados Unidos detona la bomba de hidrógeno Franklin, de 0,14 kilotones. Es la bomba número 90 del total de 1132 bombas atómicas que hizo detonar ese país entre 1945 y 1992.
- 1958: en el atolón Enewetak (islas Marshall, en medio del océano Pacífico), Estados Unidos detona su bomba atómica Rose, de 15 kilotones. Resulta un fizzle (bomba fallada), ya que se habían predicho 125 kt. Es la bomba n.º 134 de las 1132 que Estados Unidos detonó entre 1945 y 1992.
- 1962: Masacre de Novocherkask contra manifestantes desarmados en la Unión Soviética.
- 1963: en Arabia, el príncipe Faisal decreta la abolición de la esclavitud.
- 1967: se publica el esperado álbum de The Beatles: Sgt. Pepper's Lonely Hearts Club Band en Estados Unidos; en el Reino Unido fue lanzado el día anterior.
- 1974: en Argentina, Newells salía por primera vez campeón del Fútbol Argentino en el Metropolitano 1974 en la cancha de su máximo rival Rosario Central tras igualar 2-2 en el clásico rosarino.
- 1975: en Francia, más de 100 prostitutas ocuparon la iglesia de Saint-Nizier de Lyon, con el fin de llamar la atención sobre la escalada de violencia contra ellas. Se declararon en huelga por 8 días y mantuvieron la ocupación por 8 días, cuando fue allanada por la policía. A partir de aquel día inició el movimiento a favor de los derechos de las trabajadoras sexuales.
- 1977 Se celebra el Jubileo de Plata de La Reina Isabel II del Reino Unido

- 1989: en Italia, varios biólogos descubren el mecanismo para crear animales transgénicos en laboratorio.
- 1992: Dinamarca no acepta integrarse en el Tratado de Maastricht, al negarse el 50,7 % de la población en el referéndum celebrado.
- 1996: el arzobispo sudafricano Desmond Tutu, premio Nobel de la Paz, se retira como primado de la Iglesia Anglicana de África Meridional (Comunión anglicana).
- 1998: en el estado de California (Estados Unidos) es aprobada por votación popular la Propuesta 227, que elimina el programa de educación bilingüe en ese estado.
- 2002 Se celebra el Jubileo de Oro de La Reina Isabel II del Reino Unido
- 2003: la ESA lanza la nave espacial Mars Express.
- 2004: en Afganistán son asesinados cinco miembros de Médicos Sin Fronteras.
- 2007: en Milán (Italia), por primera vez en la Historia, una mujer, Laura Pausini, realiza un concierto en el conocido estadio de San Siro.
- 2012 Se celebra el Jubileo de Diamante de La Reina Isabel II del Reino Unido
- 2014: en Madrid (España), el rey de España, Juan Carlos I anuncia en mensaje oficial a las 13:00 que abdica en favor de su hijo el Príncipe Felipe, que reinará bajo el nombre de Felipe VI de España.
- 2015: en Suiza, el presidente de la FIFA, Joseph Blatter ―envuelto en un escándalo de corrupción― anuncia su dimisión en el cargo.
- 2019: en Córdoba (Argentina), se disputa la final de la Copa de la Superliga, en donde Tigre derrota 2-0 a Boca Juniors y se corona campeón, siendo este el primer título que conquistan en su historia en la máxima categoría del fútbol argentino.
- 2019: Terminan transmisiones las emisoras de Mexicali, Baja California, XECL-AM 990 kHz "La Rocola 990" (regresa al aire el 22 de julio), y XED-AM 1050 kHz "La Gran D de Mexicali". Ambas pertenecientes al grupo Radiorama Mexicali.
- 2022 Se celebra el Jubileo de Platino de La Reina Isabel II del Reino Unido
- 2024: Claudia Sheinbaum se convierte en la primera mujer en ser presidente de México.

## Nacimientos

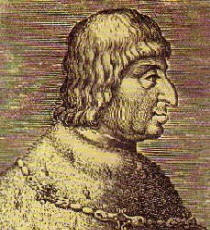
Fernando I de Nápoles.

- 926: Murakami, emperador japonés (f. 967).
- 1423: Fernando I, rey de Nápoles (f. 1494).
- 1489: Carlos IV de Borbón, aristócrata francés (f. 1537).
- 1535: León XI, papa italiano (f. 1605).
- 1565: Francisco Ribalta, pintor español (f. 1628).
- 1621: Isaak van Ostade, pintor neerlandés (f. 1649).
- 1691: Nicolau Nasoni, arquitecto y pintor italiano (f. 1773).
- 1731: Martha Washington, esposa de George Washington (f. 1802).

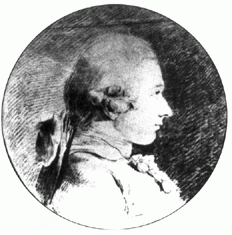
Marqués de Sade.

- 1740: Marqués de Sade (Donatien Alphonse François), escritor y filósofo francés (f. 1814).
- 1743: Cagliostro, médico, alquimista y ocultista italiano (f. 1795).
- 1748: Ignacio de Arteaga e Idiáquez, aristócrata español (f. 1817).
- 1748: José Lidón, compositor español (f. 1827).
- 1782: Benjamin Gaillon, micólogo francés (f. 1839).
- 1787: Nils Gabriel Sefström, químico sueco (f. 1845).
- 1801: Atanasio Cruz Aguirre, político uruguayo (f. 1875).
- 1816: Constantin Alexandru Rosetti, escritor y político rumano (f. 1885).
- 1817: Jacques Pucheran, zoólogo y explorador francés (f. 1895).
- 1818: Manuel Doblado, abogado, militar, político y diplomático mexicano (f. 1865).
- 1821: Ion Bratianu, político rumano (f. 1891).
- 1823: Théodore Deck, ceramista francés (f. 1891).
- 1823: Adolf Bernhard Christoph Hilgenfeld, escritor y teólogo alemán (f. 1907).

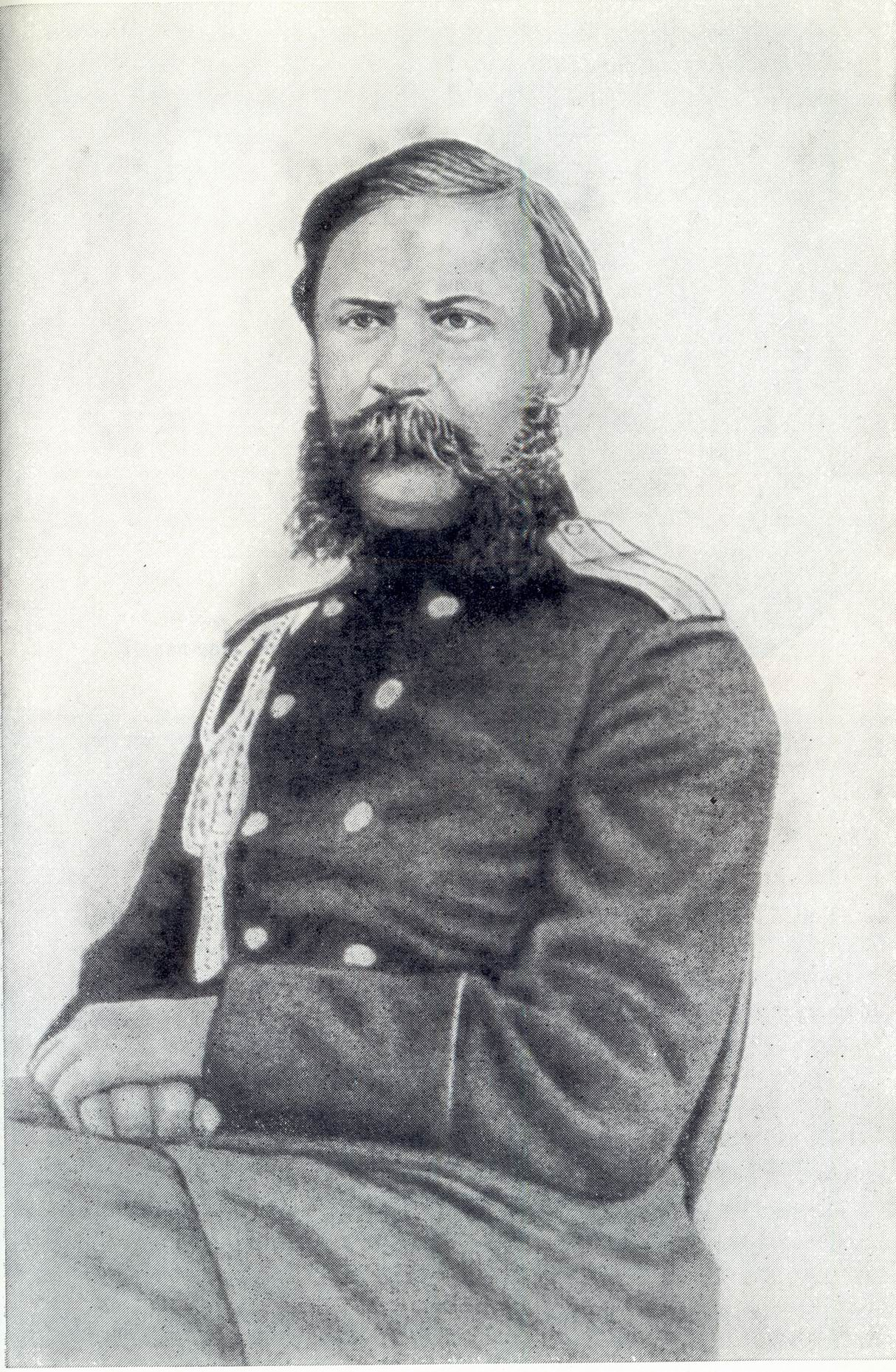
Piotr Lavrov.

- 1823: Piotr Lavrov, matemático y político ruso (f. 1900).
- 1830: Antonio Plaza Llamas, escritor y militar mexicano (f. 1882).
- 1831: Marcelino Sanz de Sautuola, arqueólogo español (f. 1888).
- 1833: Segismundo Moret, político y orador español (f. 1913).
- 1835: Pío X (Giuseppe Sarto), religioso italiano, papa entre 1903 a 1914 (f. 1914).
- 1835: Nikolái Rubinstein, pianista y compositor ruso (f. 1881).
- 1837: Ignacio Silva Ureta, político chileno (f. 1924).
- 1838: Alejandra de Oldenburgo, aristócrata rusa (f. 1900).
- 1840: Servando Arbolí Faraúdo, teólogo y escritor español (f. 1904).
- 1840: Thomas Hardy, poeta y novelista británico (f. 1928).
- 1841: Federico Zandomeneghi, pintor italiano (f. 1917).
- 1845: Arthur MacArthur, Jr., general estadounidense (f. 1912).
- 1846: Victorino Abente y Lago, poeta español, radicado en Paraguay (f. 1935).
- 1846: Augusto Font Carreras, arquitecto español (f. 1924).
- 1857: Sir Edward Elgar, compositor británico (f. 1934).

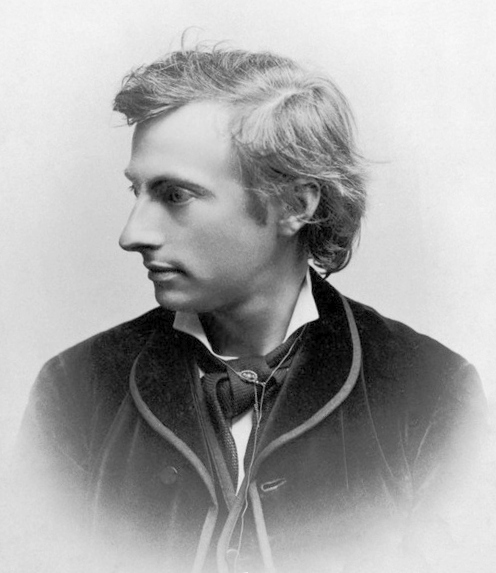
Karl Adolph Gjellerup.

- 1857: Karl Adolph Gjellerup, dramaturgo y novelista danés, premio nobel de literatura en 1917 (f. 1919).
- 1860: Roger de Barbarin, tirador olímpico francés (f. 1925).
- 1863: Felix von Weingartner, director de orquesta y músico yugoslavo (f. 1942).
- 1865: Álvaro López Núñez, periodista español (f. 1936).
- 1865: Amália Luazes, escritora portuguesa (f. 1938).
- 1867: Samuel Meza Briones, poeta nicaragüense (f. 1930).
- 1869: Konrad Theodor Preuss, etnólogo alemán (f. 1938).
- 1875: José López Pinillos, periodista, dramaturgo y escritor español (f. 1922).
- 1878: Wallace Hartley, violinista británico (f. 1912).
- 1881: Henry Joseph Round, inventor británico (f. 1966).
- 1884: Adolfo Meléndez, presidente del Real Madrid (f. 1968).
- 1886: Hermila Galindo, escritora mexicana (f. 1954).
- 1887: Gottlieb Hering, oficial de las SS (f. 1945).
- 1887: Genaro Estrada, diplomático mexicano (f. 1937).
- 1891: Takijirō Ōnishi, almirante japonés (f. 1945).
- 1895: Marcelino García Barragán, militar y político mexicano (f. 1979).
- 1895: William Guy Carr, escritor británico (f. 1959).
- 1899: Lotte Reiniger, cineasta alemana (f. 1981).
- 1901: Raymond Asso, letrista francés (f. 1968).
- 1901: Wenceslao Tejerina Fotheringham, cirujano argentino (f. 1985).
- 1902: Eugenio Asensio, filólogo español (f. 1996).
- 1903: Max Aub, escritor español (f. 1972).

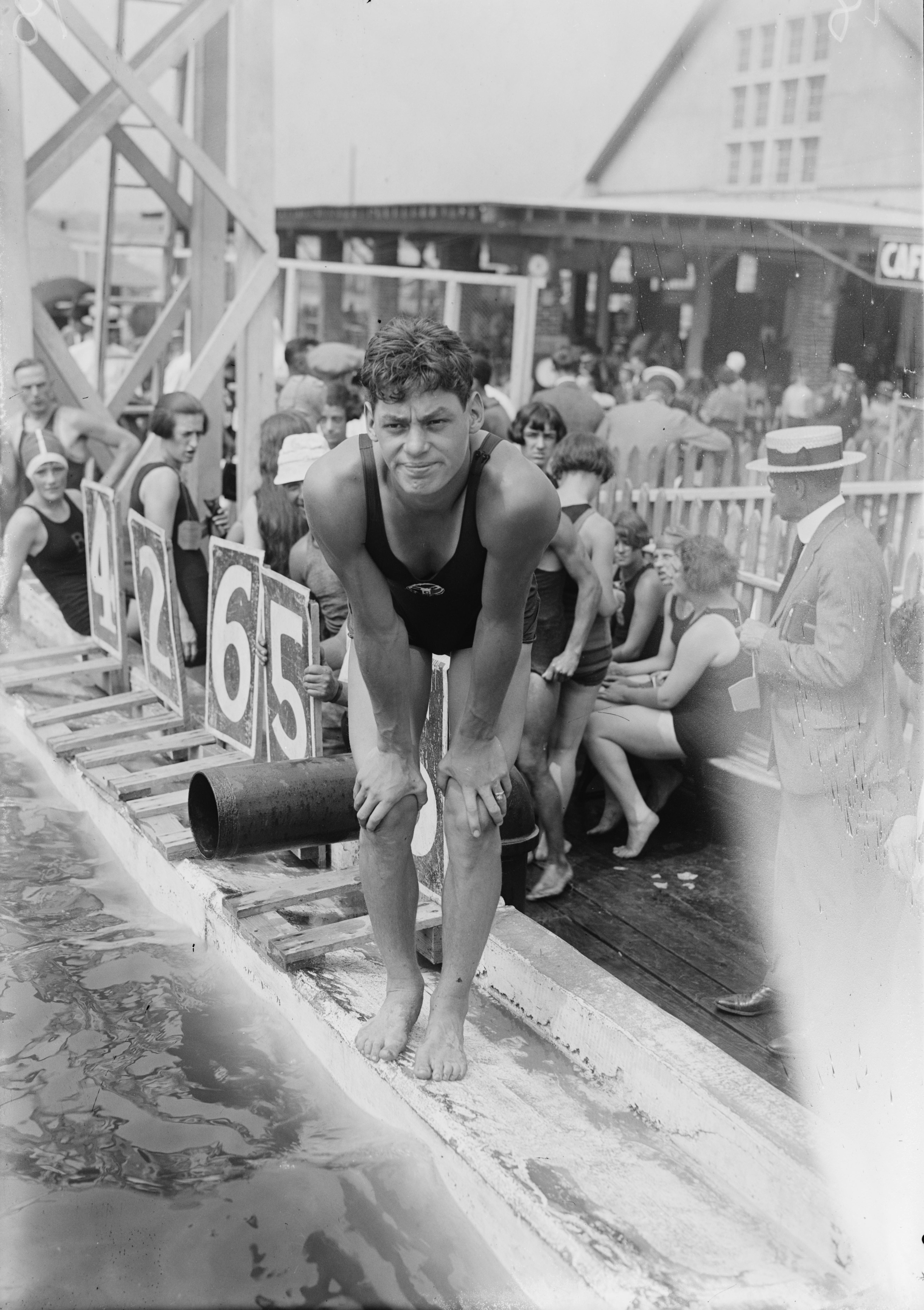
Johnny Weissmüller.

- 1904: Johnny Weissmüller, nadador y actor estadounidense (f. 1984).
- 1906: Augusto Codecá, actor argentino (f. 1978).
- 1906: František Plánička, futbolista checo (f. 1996).
- 1906: Carlo Scarpa, arquitecto italiano (f. 1978).
- 1907: Saúl Montes Bradley, publicista argentino (f. 1945).
- 1908: Marcel Langiller, futbolista francés (f. 1980).
- 1911: Eladio Vicuña Aránguiz, obispo chileno (f. 2008).
- 1913: Vicente Gerbasi, poeta venezolano (f. 1992).
- 1913: Barbara Pym, novelista británica (f. 1980).
- 1913: Walter Andreas Schwarz, músico alemán (f. 1992).
- 1913: Joaquín Solano Chagoya, jinete mexicano (f. 2003).
- 1916: Carlos León Alvarado, escritor chileno (f. 1988).
- 1918: Benkt Sparre, botánico sueco (f. 1986).
- 1920: Marcel Reich-Ranicki, crítico alemán (f. 2013).
- 1920: Tex Schramm, entrenador estadounidense de fútbol americano (f. 2003).
- 1920: Johnny Speight, guionista británico (f. 1998).
- 1922: Juan Antonio Bardem, cineasta español (f. 2002).
- 1922: Clair Cameron Patterson, geoquímico estadounidense (f. 1995).
- 1922: Francisco Piquer Chanza, actor español (f. 2009).
- 1922: Judith Westphalen, pintora peruana (f. 1976).
- 1923: Lloyd Shapley, matemático y economista estadounidense (f. 2016).
- 1925:  LeRoy Ellis, baloncestista estadounidense (f. 1992).
- 1926: Raul Hilberg, historiador judío austriaco (f. 2007).
- 1928: Carlos Barral, escritor, editor y político español (f. 1989).
- 1929: Ken McGregor, tenista australiano (f. 2007).
- 1930: Charles Conrad, astronauta estadounidense (f. 1999).
- 1930: Hugo Garaycoa, sacerdote peruano (f. 2018).
- 1930: Jimmy Jones, compositor estadounidense (f. 2012).
- 1931: Amado García Guerrero, militar dominicano (f. 1961).

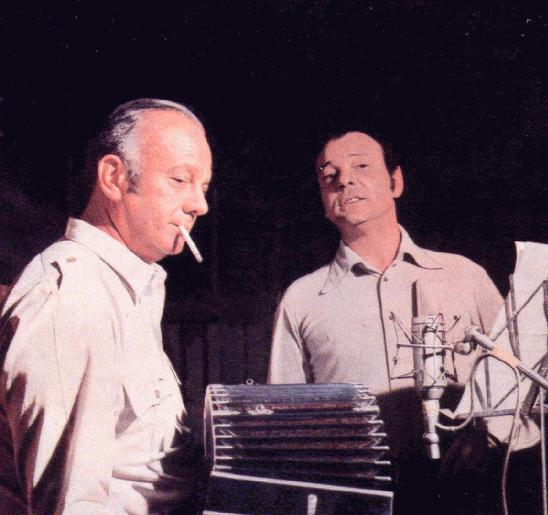
Astor Piazzolla y Horacio Ferrer.

- 1933: Horacio Ferrer, poeta, autor y escritor uruguayo (f. 2014).
- 1934: Murray Ian Hill Brooker, botánico australiano.
- 1934: Edgar Perea, narrador y periodista deportivo colombiano (f. 2016).
- 1936: Rex Gildo, cantante y actor alemán (f. 1999).
- 1937: Rosalyn Higgins, jurista británica.
- 1937: Sally Kellerman, actriz estadounidense (f. 2022).
- 1938: Kevin Brownlow, historiador británico.
- 1938: Carlos Garaikoetxea, político español.
- 1939: Antonio Alegre Cremades, pintor español (f. 2006).
- 1940: Constantino II, aristócrata griego, rey de Grecia entre 1964 y 1973 (f. 2023).
- 1941: Stacy Keach, actor estadounidense.
- 1941: Charlie Watts, músico y baterista británico (f. 2021).
- 1942: Tony Buzan, escritor estadounidense (f. 2019).
- 1943: José Miguel Insulza, político chileno.
- 1943: Crescenzio Sepe, cardenal italiano.
- 1944: Nils Candia Gini, político paraguayo.
- 1944: Marvin Hamlisch, compositor y pianista estadounidense (f. 2012).
- 1944: Ricardo Monti, dramaturgo argentino (f. 2019).
- 1944: Alfonso Muga, catedrático e ingeniero chileno.

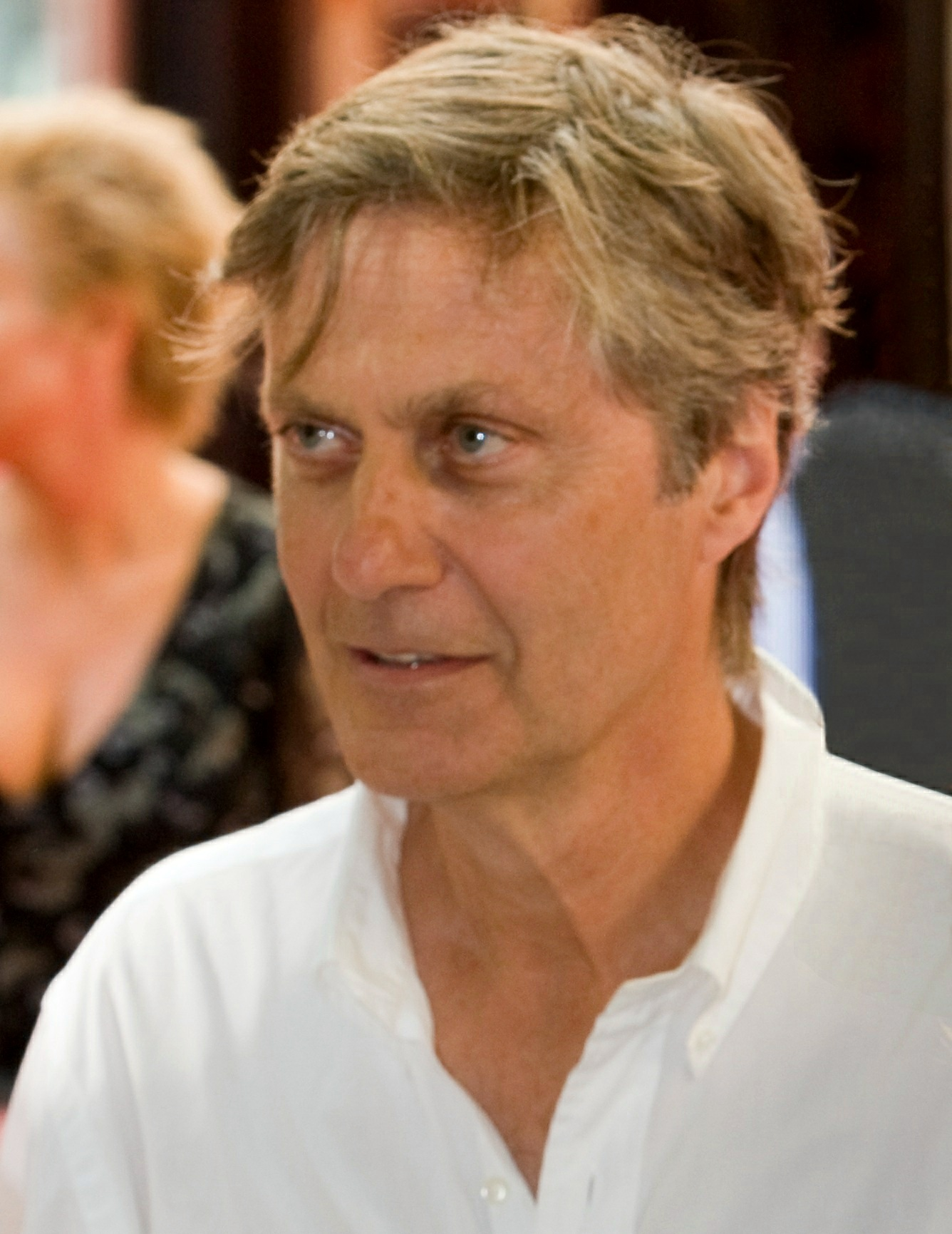
Lasse Hallström.

- 1946: Lasse Hallström, cineasta sueco.
- 1946: Peter Sutcliffe, asesino en serie británico (f. 2020).
- 1946: Tomomichi Nishimura, seiyū japonés.
- 1947: Juan Gabriel Valdés, político chileno.
- 1947: Oscar Domingo Paris, músico argentino (f. 2002)
- 1947: Rosa Villacastín, periodista española.
- 1949: Omar Calabrese, semiólogo italiano (f. 2012).
- 1949: Neil Shicoff, tenor estadounidense.
- 1951: Edgardo Codesal Méndez, árbitro mexicano.
- 1951: Rubén Mattos, cantante y compositor argentino.
- 1951: Arnold Mühren, futbolista neerlandés.
- 1951: Raúl Saldívar, político chileno.
- 1951: Khattiya Sawasdiphol, militar tailandés (f. 2010).
- 1952: Lourdes Almeida, fotógrafa mexicana.
- 1952: Ana Cristina Cesar, poeta brasileña (f. 1983).
- 1952: Miguel Ángel Jenner, actor español.
- 1952: Edgardo Mocca, politólogo y periodista argentino.
- 1953: Osvaldo Andrade, político chileno.
- 1953: Óscar Gacitúa, pintor chileno.
- 1953: Francisco García Pérez, catedrático y escritor español.
- 1953: Cornel West, filósofo y activista estadounidense.
- 1954: Jesús Eguiguren, catedrático español.
- 1954: Víctor García Toma, abogado y jurista peruano.
- 1954: Dennis Haysbert, actor estadounidense.
- 1954: Mayra Martí, cantante venezolana.
- 1954: Chiyoko Kawashima, seiyū japonesa.
- 1955: Dana Carvey, actor estadounidense.

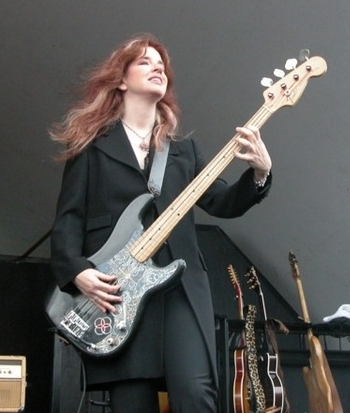
Michael Steele.

- 1955: Michael Steele, música, cantante y bajista estadounidense, de las bandas The Bangles y The Runaways.
- 1955: Hernaldo Zúñiga, músico nicaragüense.
- 1956: Enrique Cornejo Ramírez, economista y político peruano.
- 1956: Ernesto Labarthe, futbolista argentino.
- 1956: Jan Lammers, piloto de carreras neerlandés.
- 1956: Félix Orte, futbolista argentino (f. 1989).
- 1957: Bobby Sanabria, percusionista estadounidense.
- 1957: Roberto Visentini, ciclista italiano.
- 1958: Patricia Adriani, actriz española.
- 1958: Eduardo Gómez, futbolista chileno.
- 1958: Lex Luger, luchador estadounidense.
- 1958: Papolo Vega, periodista dominicano (f. 1981).
- 1958: Aitor Amezaga, músico, arreglista y compositor.
- 1959: Rineke Dijkstra, fotógrafo neerlandés.
- 1959: Javier Laynez Potisek, jurista mexicano.
- 1959: Lydia Lunch, actriz y guitarrista estadounidense, de las bandas Teenage Jesus and the Jerks, 8-Eyed Spy, y Harry Crews.
- 1959: Emilio Rached, político argentino.
- 1959: Conradin Cathomen, esquiador alpino suizo.
- 1960: Olga Bondarenko, atleta rusa.
- 1961: Alejandro Agresti, cineasta argentino.
- 1961: Dora Mazzone, actriz venezolana.
- 1961: Dez Cadena, guitarrista estadounidense, de la banda Black Flag.
- 1961: Liam Cunningham, actor irlandés.
- 1963: Pepe Viyuela, actor y humorista español.
- 1963: Ane Gabarain, actriz española.
- 1963: Bernard Cazeneuve, político francés.
- 1964: Caroline Link, cineasta y guionista alemana.
- 1965: Joaquín Cardiel, bajista español, de la banda Héroes del Silencio.
- 1965: Jens-Peter Herold, atleta alemán.
- 1965: Jim Knipfel, novelista, autobiógrafo, y periodista estadounidense.
- 1965: Oyuki Konno, escritora japonesa.

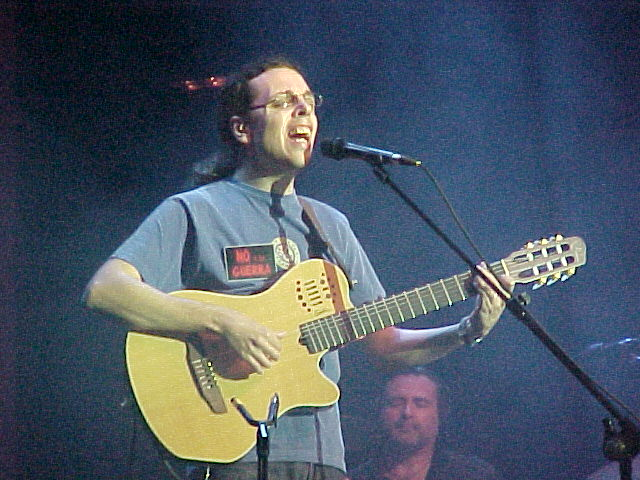
Pedro Guerra.

- 1965: Markel Olano, político español.
- 1965: Manel Silvestre, waterpolista español.
- 1966: Pedro Guerra, cantautor español.
- 1967: Antonio Calderón Burgos, futbolista y entrenador español.
- 1968: Andy Cohen, personaje televisivo y escritor estadounidense.
- 1968: Talant Dujshebaev, balonmanista kirguistano nacionalizado español.
- 1968: Álvaro Ugaz Otoya, periodista peruano (f. 2009).
- 1970: Matthew Garrison, bajista estadounidense.
- 1970: B-Real, rapero estadounidense, de la banda Cypress Hill.
- 1970: Jeon Bae-soo, actor surcoreano.
- 1971: José Andrëa, cantante hispano-boliviano, de la banda Mägo de Oz
- 1971: Enrique García Rodríguez, cineasta español.
- 1971: Anthony Montgomery, actor estadounidense.
- 1972: Mariano Alameda, docente español.
- 1972: Raúl Ibáñez, beisbolista estadounidense.
- 1972: Wentworth Miller, actor británico.
- 1972: Aleksandr Kurenkov, militar y político ruso, Ministro de Situaciones de Emergencia
- 1972: Wayne Brady actor y cantante estadounidense.

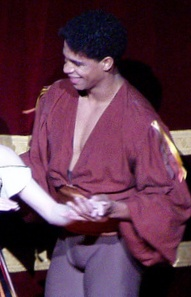
Carlos Acosta.

- 1973: Carlos Acosta, bailarín cubano.
- 1973: Neifi Pérez, beisbolista dominicano.
- 1973: Marko Kristal, futbolista estonio.
- 1974: Gata Kamsky, ajedrecista ruso-estadounidense.
- 1974: Paul Greene, actor canadiense.
- 1975: Lisandro Alonso, cineasta argentino.
- 1975: Paz Bascuñán, actriz chilena.
- 1976: Earl Boykins, baloncestista estadounidense.
- 1976: Danel Castro, beisbolista cubano.
- 1976: Masenate Mohato Seeiso, reina consorte de Letsie III de Lesoto.
- 1976: Antonio Rodrigo Nogueira, luchador de artes marciales brasileño.
- 1976: Tim Rice-Oxley, teclista británico, de la banda Keane.
- 1977: Maximiliano Estévez, futbolista argentino.
- 1977: A.J. Styles, luchador estadounidense.
- 1977: Zachary Quinto, actor estadounidense.
- 1978: Taj Burrow, surfista australiano.
- 1978: Nikki Cox, actriz estadounidense.
- 1978: Dominic Cooper, actor británico.
- 1978: Alejandro Delorte, futbolista argentino.
- 1978: Justin Long, actor estadounidense.
- 1978: Marcelo Sosa, futbolista uruguayo.
- 1978: Yi So-yeon, científica y astronauta coreana

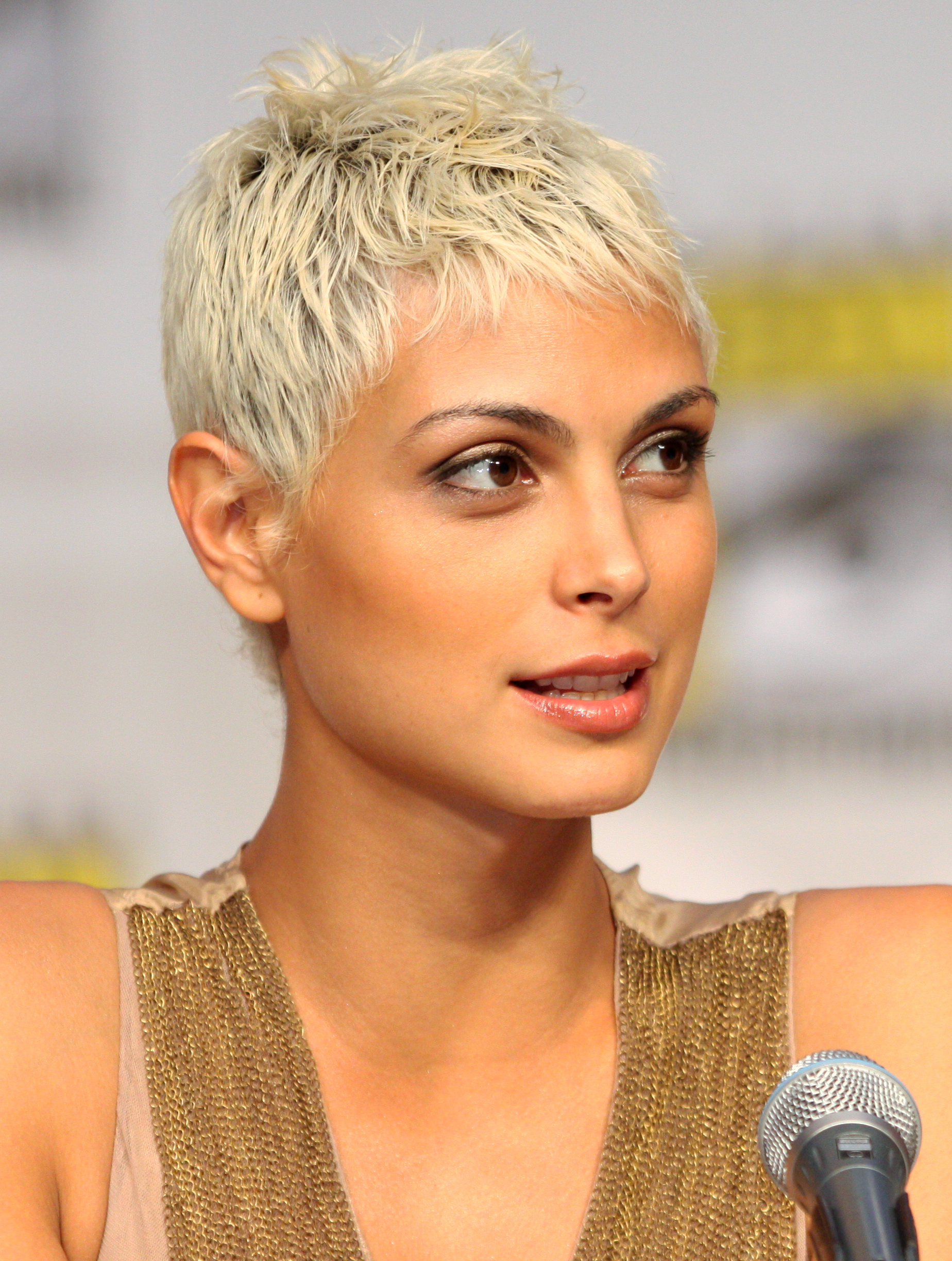
Morena Baccarin.

- 1979: Morena Baccarin, actriz brasileña.
- 1979: Fernando Fernández, futbolista español.
- 1979: Luis Durán Riquelme, futbolista chileno.
- 1979: Natalia Rodríguez Martínez, atleta española.
- 1980: Caio Blat, actor brasileño.
- 1980: Mariano Bogliacino, futbolista uruguayo.
- 1980: Fabrizio Moretti, baterista estadounidense, de la banda The Strokes.
- 1980: Bobby Simmons, baloncestista estadounidense.
- 1980: Gastón Stang, futbolista argentino.
- 1980: Abby Wambach, futbolista estadounidense.
- 1980: Tomasz Wróblewski, músico polaco, de las bandas Behemoth y Vesania.
- 1981: Nikolái Davydenko, tenista ucraniano.
- 1981: Nicolas Plestan, futbolista francés.
- 1981: Velvet Sky, luchadora estadounidense.
- 1981: Peter Reekers, futbolista neerlandés.
- 1981: Tati Maldonado, futbolista español.
- 1982: Jewel Staite, actriz canadiense.
- 1982: Diego Toro, futbolista colombiano.
- 1983: Leela James, cantautora estadounidense.
- 1983: Leandro dos Santos Branco, futbolista brasileño.
- 1984: Mile Ilić, baloncestista serbio.
- 1984: Tyler Farrar, ciclista estadounidense.
- 1984: Erika Villaécija, nadadora española.
- 1985: Ana Cristina, cantante, bailarina y actriz estadounidense.
- 1985: Miyuki Sawashiro, actriz de voz japonesa.
- 1986: Julio Ceja, futbolista mexicano.
- 1987: Diego Cardozo, futbolista argentino.
- 1987: Matthew Koma, cantante estadounidense.
- 1988: Sergio Agüero, futbolista argentino.
- 1988: Awkwafina, actriz y rapera estadounidense.
- 1989: Freddy Adu, futbolista estadounidense de origen ghanés.
- 1990: Brittany Curran, actriz estadounidense.
- 1990: Sebastián Saavedra, piloto colombiano.
- 1992: Pajtim Kasami, futbolista suizo.
- 1993: Cristhian Bonilla, futbolista colombiano.
- 1994: Jemma McKenzie-Brown, actriz británica.
- 1994: Dimitrios Konstantinidis, futbolista griego.
- 1994: Maxime Farazijn, ciclista belga.
- 1995: Sterling Beaumon, actor estadounidense.
- 1996: Luiz Araújo, futbolista brasileño.
- 1996: Jacy Jayne, luchadora profesional estadounidense.
- 1996: Isabella Menin, modelo y reina de belleza brasileña.
- 1997: Michel Vlap, futbolista neerlandés.
- 1997: Roxana Popa, nadadora olímpica española.
- 1997: Alejandro López Moreno, futbolista español.
- 1997: Alejandro Tabilo, tenista chileno.
- 1998: Takuya Uchida, futbolista japonés.
- 1998: Toshiki Onozawa, futbolista japonés.
- 1998: Tereza Mihalíková, tenista eslovaca.
- 1998: Siebe Horemans, futbolista belga.
- 1998: Mayco Vivas, rugbista argentino.
- 1998: Nahuel Arena, futbolista argentino.
- 1998: Kristián Vallo, futbolista eslovaco.
- 1999: Federico Girotti, futbolista argentino.
- 1999: Carlo Holse, futbolista danés.
- 2000: Lilimar Hernández, actriz venezolana.
- 2000: Manolo Portanova, futbolista italiano.
- 2000: Pedro Campos Olavarría, futbolista chileno.
- 2000: Alejandro Organista, futbolista mexicano.
- 2000: Daniel Méndez, ciclista colombiano.

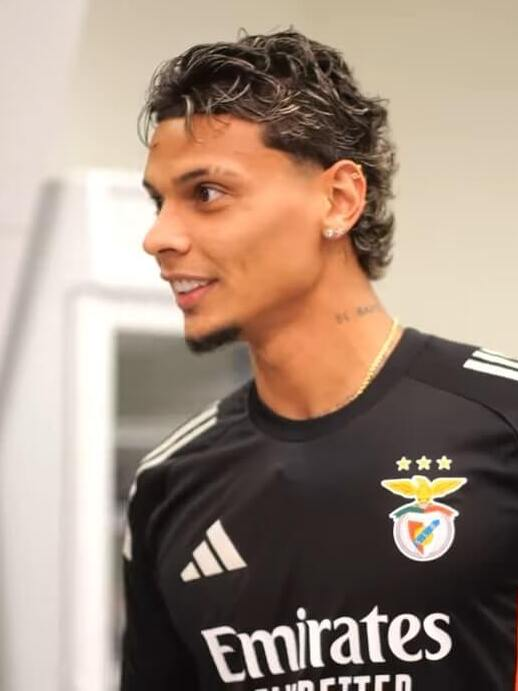
Richard Rios

- Richard Rios2000: Richard Rios, futbolista colombiano.
- 2000: Tomás Moschión, futbolista argentino.
- 2000: Michelle Heimberg, saltadora suiza.
- 2002: Madison Hu, actriz estadounidense.
- 2002: Nikola Čavlina, futbolista croata.
- 2003: Jeremy Ray Taylor, actor estadounidense.
- 2003: Wang Seok-hyun, actor surcoreano.
- 2004: Matěj Šín, futbolista checo.
- 2006: Mikuláš Konečný, futbolista checo.

## Fallecimientos
- 193: Didio Juliano, emperador romano (n. 133).
- 1094: Nicolás de Trani, santo católico griego (n. 1075).
- 1418: Catalina de Lancaster, reina consorte de Castilla (n. 1373).
- 1446: Martín de Vargas, teólogo español.

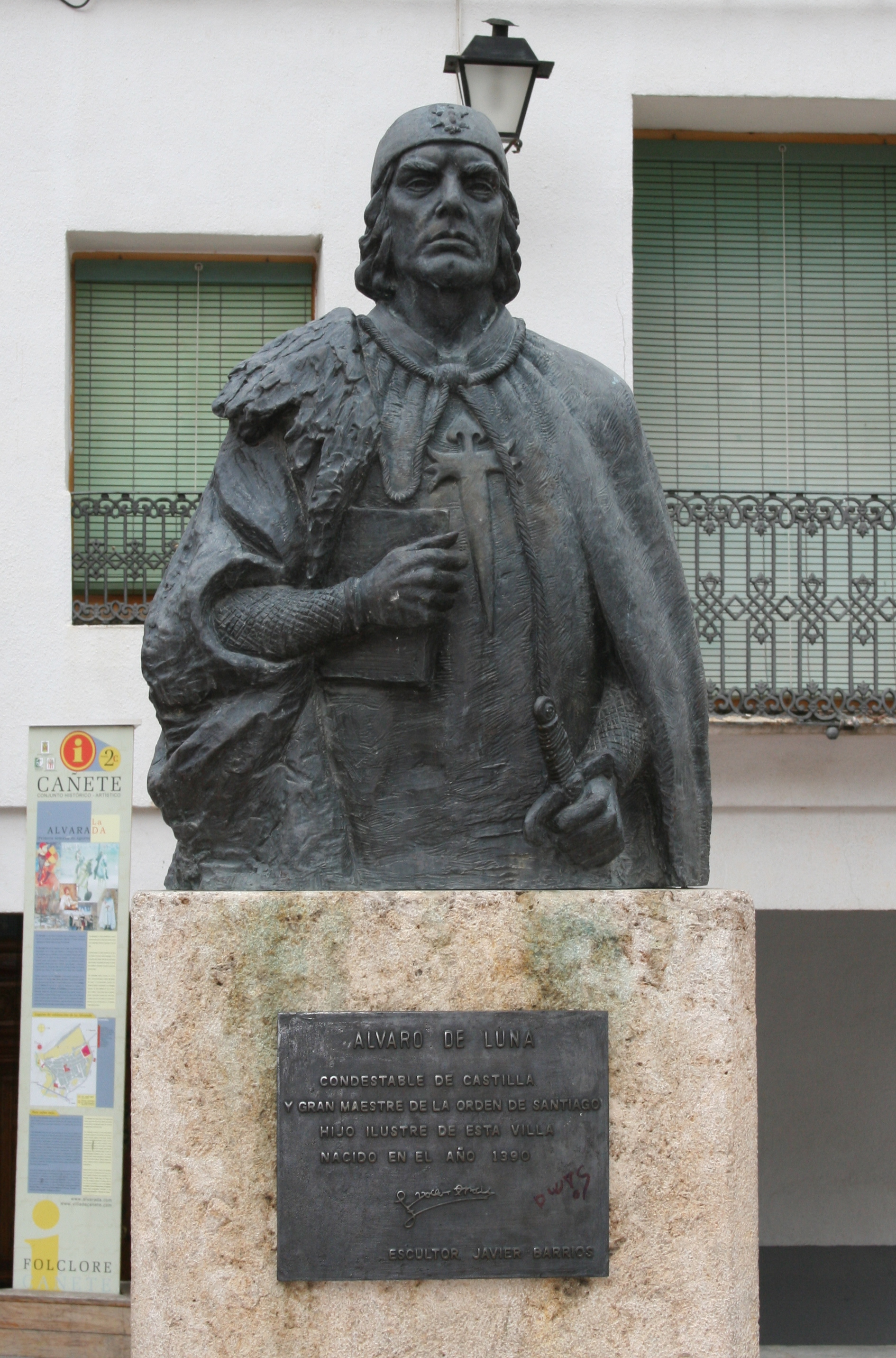
Álvaro de Luna.

- 1453: Álvaro de Luna, aristócrata castellano (n. ca. 1390).
- 1567: Shane O'Neill, rey irlandés (n. 1530).
- 1572: Thomas Howard, aristócrata inglés (n. 1536).
- 1607:  Sor Juana Guillén,  venerable monja agustina (n. 1575).
- 1624: Alonso Gómez de Encinas, fraile español (n. 1575).
- 1624: Jacques L'Hermite, pirata belga (n. 1582).
- 1652: Íñigo Jones, arquitecto británico (n. 1573).
- 1671: Sofía Leonor de Sajonia, aristócrata alemana (n. 1609).
- 1694: Gaspar Téllez-Girón y Sandoval, aristócrata y militar español (n. 1625).
- 1701: Madeleine de Scudéry, escritora francesa (n. 1607).
- 1716: Ogata Korin, pintor japonés (n. 1658).
- 1724: Francisca Drummond de Melfort y Wallace, aristócrata británica (n. 1696).
- 1773: Andreas Berlin, botánico y explorador sueco (n. 1746).
- 1785: Jean Paul de Gua de Malves, matemático francés (n. 1713).
- 1791: Pierre Victor de Besenval de Brünstatt, militar suizo (n. 1721).
- 1806: Pablo Pedro Astarloa, filólogo español (n. 1752).
- 1825: José Faustino Sánchez Carrión, Prócer de la Independencia del Perú (n. 1787).
- 1832: Jean-Pierre Abel-Rémusat, sinólogo francés (n. 1788).
- 1846: José Demetrio Rodríguez, botánico español (f. 1846).
- 1853: Lucas Alamán, político e historiador mexicano (n. 1792).

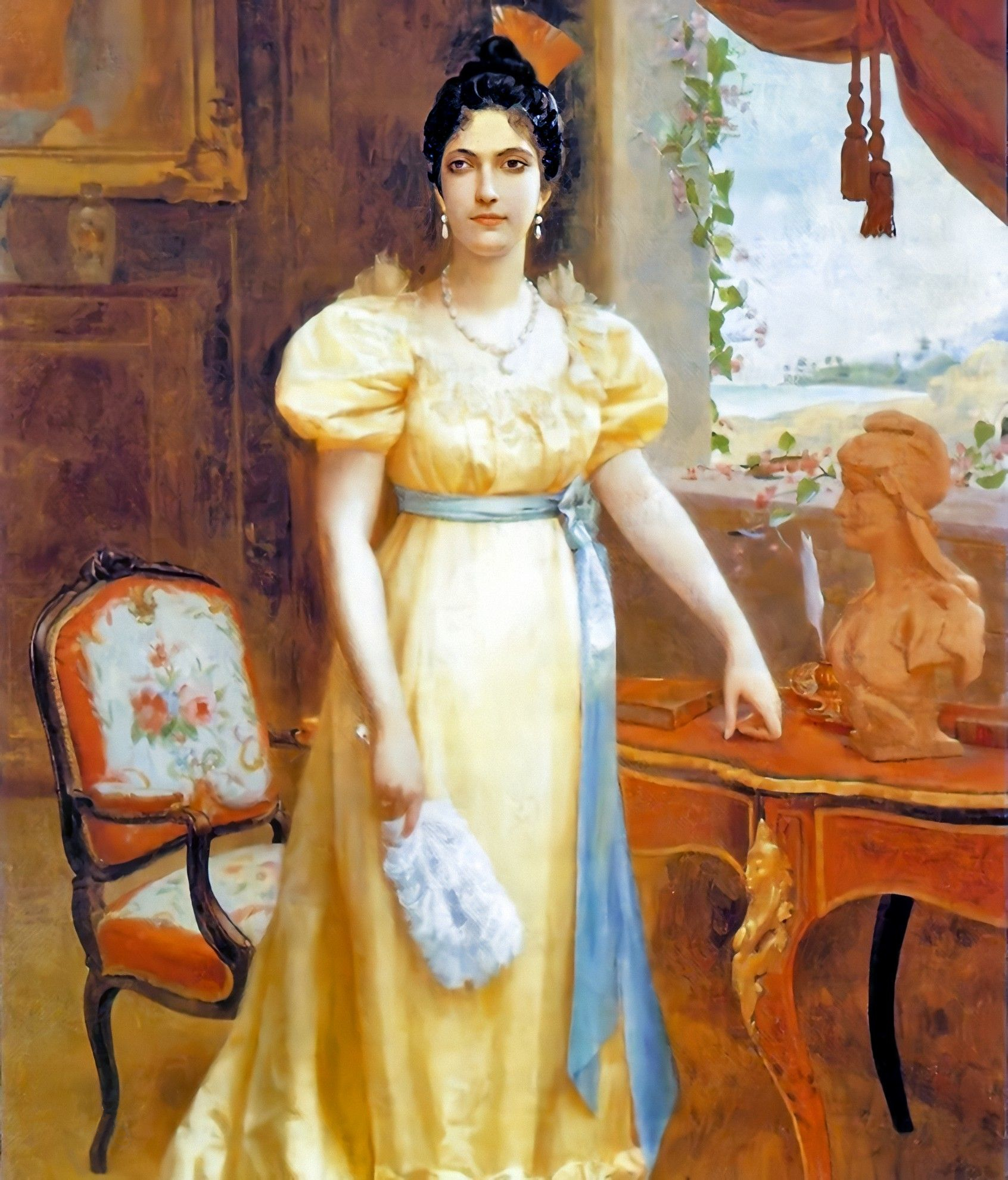
Luisa Cáceres de Arismendi.

- 1866: Luisa Cáceres de Arismendi, independentista venezolana (n. 1799).
- 1867: Pascual Echagüe, militar y político argentino (n. 1797).
- 1870: Carl Alexander Anselm von Hügel, militar y explorador austríaco (n. 1795).
- 1874: Agustín María Acevedo Rodríguez, escritor mexicano (n. 1806).
- 1881: Émile Littré, filósofo y lexicógrafo francés (n. 1801).

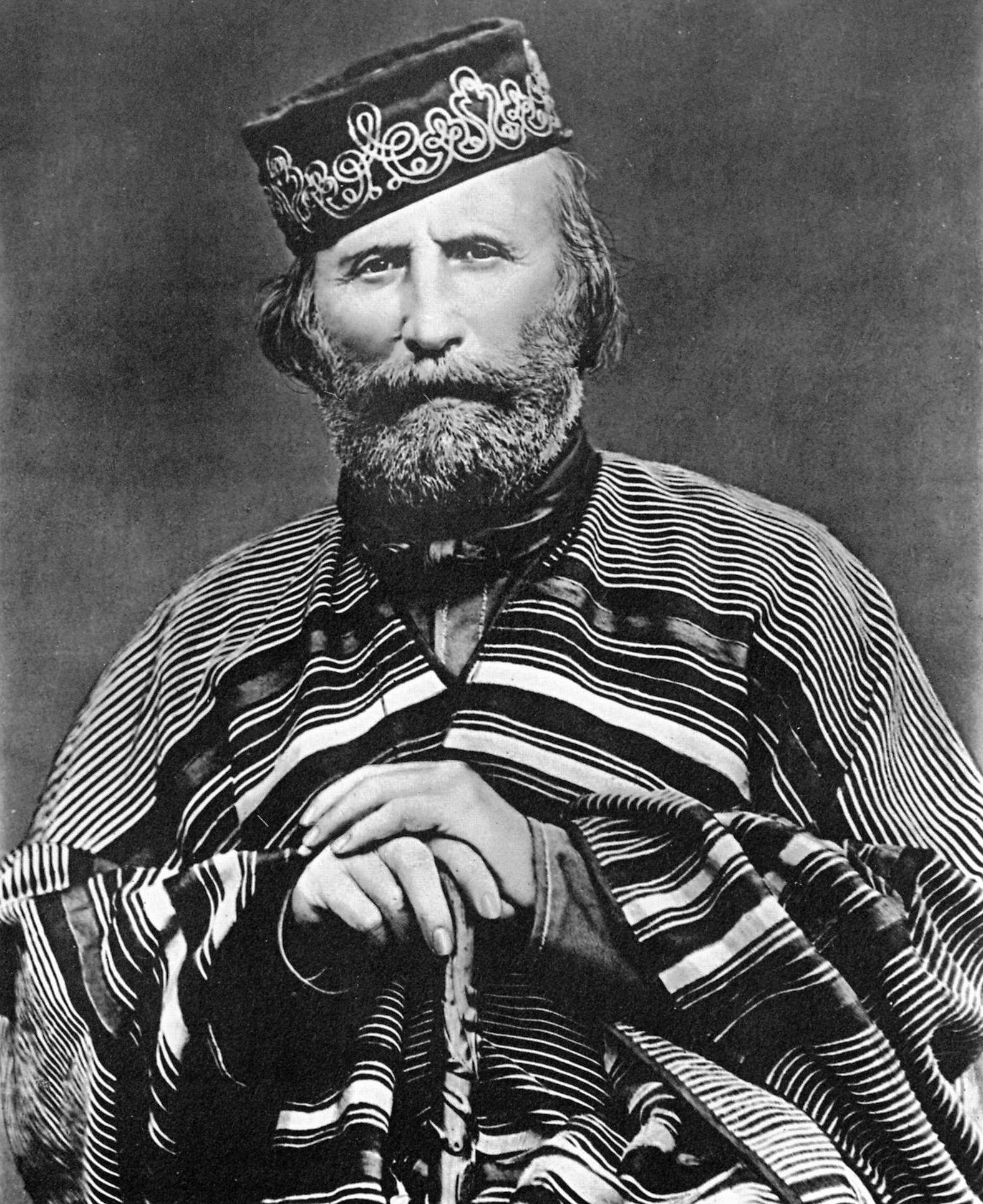
Giuseppe Garibaldi.

- 1882: Giuseppe Garibaldi, revolucionario italiano (n. 1807).
- 1882: Mariano Téllez-Girón y Beaufort Spontin, militar español (n. 1814).
- 1888: Marcelino Sanz de Sautuola, arqueólogo español (n. 1831).
- 1893: Rafael Roca, activista argentino (n. 1859).
- 1906: Mateo Morral, anarquista español (n. 1880).
- 1915: Eugenio Aguirre Benavides, militar mexicano (n. 1884).
- 1925: Gueorgui Cheitanov, anarquista búlgaro (n. 1896).
- 1925: Mariola Sirakova, anarquista búlgara (n. 1904).
- 1927: Natalia Chacón, primera dama mexicana (n. 1879).
- 1928: Rafael Hernández León, compositor venezolano (n. 1856).
- 1928: Otto Nordenskjöld, geólogo sueco (n. 1869).
- 1928: Adela Zamudio, escritora boliviana (n. 1854).
- 1929: Enrique Gorostieta, soldado mexicano (n. 1889).
- 1929: Ken McGregor, tenista australiano (f. 2007).
- 1930: Enrique López-Albújar Trint, militar y político peruano (f. 1990).
- 1930: Samuel Meza Briones, poeta nicaragüense (n. 1867).
- 1931: Alberto Orrego Luco, pintor chileno (n. 1854).
- 1933: Frank Jarvis, atleta estadounidense (n. 1878).
- 1937: Louis Vierne, organista y compositor francés (n. 1870).
- 1939: Enrique Fernández Arbós, violinista español (n. 1863).
- 1939: José Pimentel Llerenas, líder sindical mexicano (n. 1910).
- 1940: Ernesto Laroche, pintor uruguayo (n. 1879).

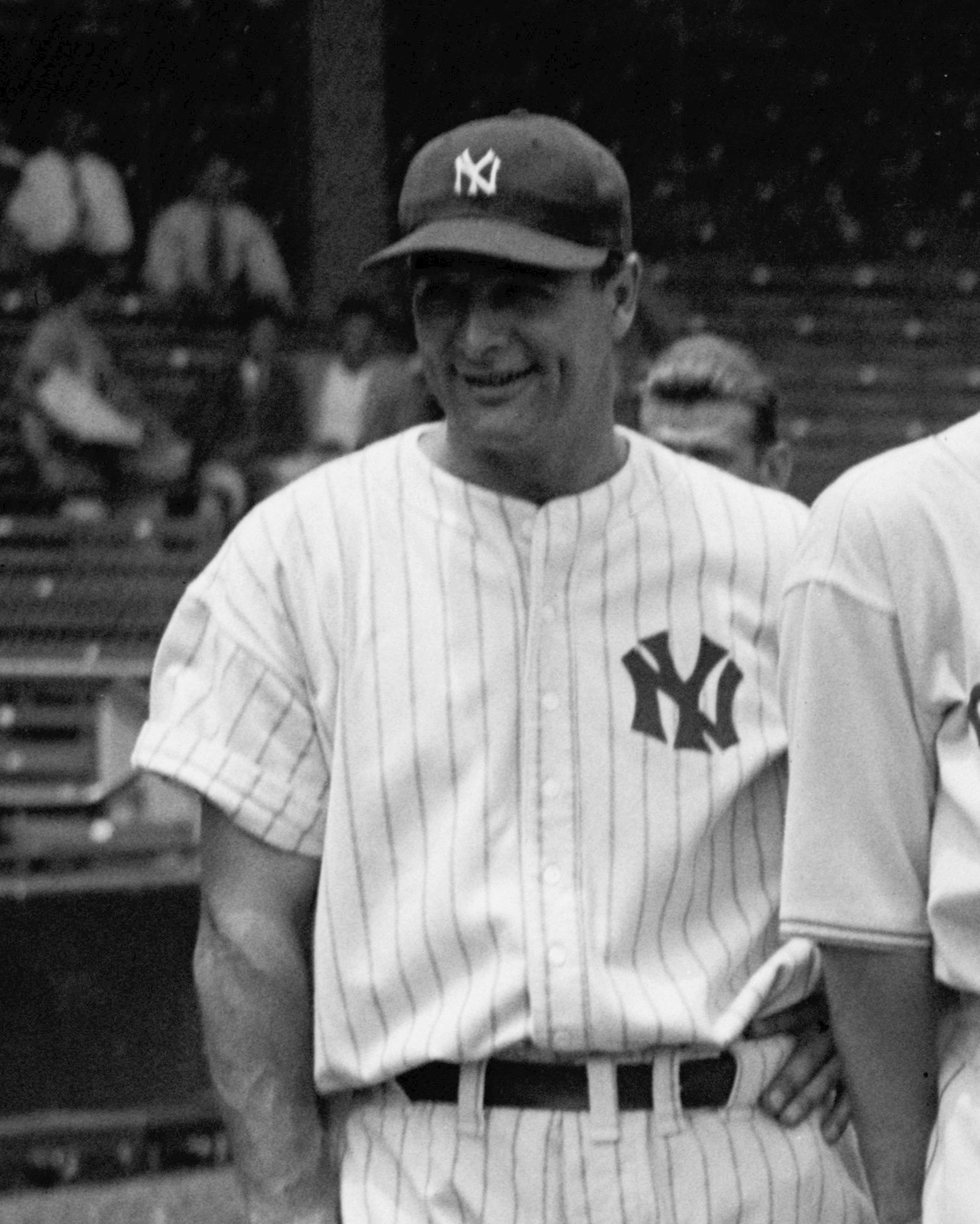
Lou Gehrig.

- 1941: Lou Gehrig, beisbolista estadounidense (n. 1903).
- 1945: August Hirt, médico alemán (n. 1898).
- 1945: Ludwig Stumpfegger, médico alemán (n. 1910).
- 1946: Ramón José Cárcano, historiador y político argentino (n. 1860).
- 1947: Stepán Maxímovich Petrichenko, revolucionario ruso (n. 1892).
- 1948: Viktor Brack, físico alemán (n. 1904).
- 1948: Karl Brandt, oficial de las SS alemán (n. 1904).
- 1948: Karl Gebhardt, físico alemán (n. 1897).
- 1948: Joachim Mrugowsky, médico nazi (n. 1905).
- 1948: Wolfram Sievers, oficial alemán de las SS (n. 1905).
- 1949: Teodoro Llorente Falcó, periodista y escritor español (n. 1869).
- 1951: Bálint Hóman, historiador húngaro (n. 1885).
- 1952: Sarbelio Navarrete, jurista nicaragüense (n. 1880).
- 1955: Luis Linares, político argentino (n. 1867).
- 1956: Jean Hersholt, actor y humanitario danés (n. 1886).
- 1957: Augusto Aguirre Morales, poeta peruano (n. 1888).
- 1961: Amado García Guerrero, militar dominicano (n. 1931).
- 1961: Louis de Wohl, astrólogo suizo (n. 1903).
- 1962: Fran Saleški Finžgar, sacerdote y escritor esloveno (n. 1871).
- 1962: Vita Sackville-West, escritora británica (n. 1892).
- 1963: Paul Carpenter Standley, botánico estadounidense (n. 1884).
- 1964: Maximino Martínez, botánico mexicano (n. 1888).
- 1967: Casildo Condori, guerrillero boliviano (n. 1941).
- 1967: Benno Ohnesorg (26), activista alemán (n. 1940). Su asesinato dio origen a la creación del grupo guerrillero Movimiento Dos de Junio.
- 1968: Richard Norris Williams, tenista estadounidense (n. 1891).
- 1970: Albert Lamorisse, cineasta francés (n. 1922).

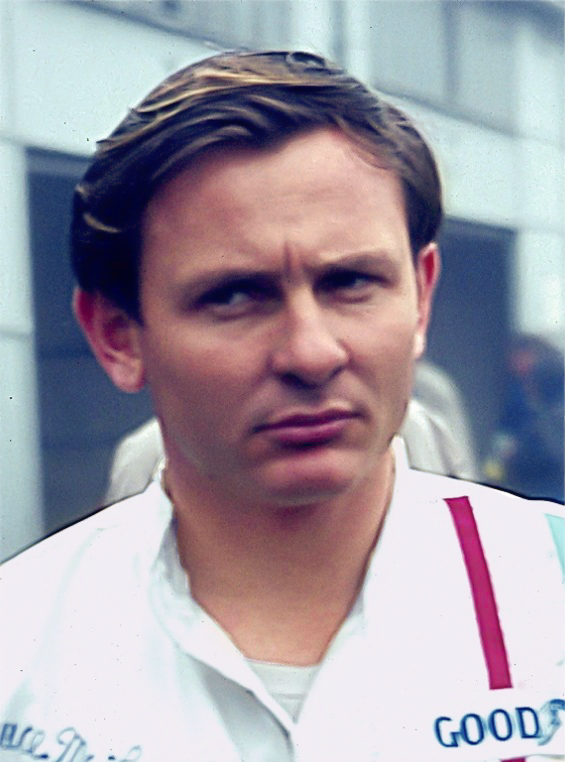
Bruce McLaren.

- 1970: Bruce McLaren, diseñador, piloto e ingeniero de automóviles de carreras neozelandés (n. 1937).
- 1970: Lucía Sánchez Saornil, poetisa y activista español (n. 1895).
- 1970: Giuseppe Ungaretti, poeta italiano (n. 1888).
- 1974: Sara Gómez (31), cineasta y feminista cubana de raza negra (n. 1942).
- 1975: Gabriel Aresti, escritor y poeta español (n. 1933).
- 1976: Juan José Torres, político y militar boliviano (n. 1920).
- 1977: Stephen Boyd, actor británico (n. 1931).

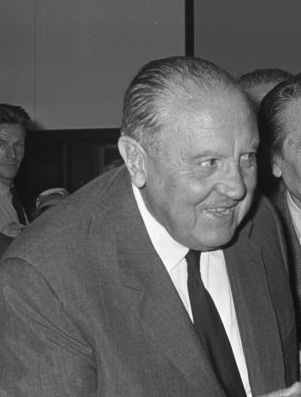
Santiago Bernabéu.

- 1978: Santiago Bernabéu, futbolista y presidente del Real Madrid (n. 1895).
- 1978: Malek Haddad, escritor y poeta argelino (n. 1927).
- 1979: Jim Hutton, actor estadounidense (n. 1934).
- 1981: Rino Gaetano, cantautor italiano (n. 1950).
- 1984: Tom Hernández, actor estadounidense (n. 1915).
- 1984: François de Menthon, jurista y político francés (n. 1900).
- 1984: Fernando Zóbel, pintor español (n. 1924).
- 1986: Gerald Stano, asesino en serie estadounidense (n. 1951).
- 1987: Andrés Segovia, guitarrista español (n. 1893).
- 1987: Juan Francisco Azcárate, ingeniero mexicano (n. 1896).
- 1987: Elina Colomer, actriz argentina (n. 1922).
- 1987: Anthony de Mello, sacerdote y psicoterapeuta indio (n. 1931).
- 1988: Raj Kapoor, actor y cineasta indio (n. 1924).
- 1989: Alfred Winslow Jones, periodista australiano (n. 1901).
- 1989: Dimitri Serguéyevich Gúsev, militar soviético (n. 1915).
- 1990: Stiv Bators, músico estadounidense (n. 1949).
- 1990: Ricardo García, locutor chileno (n. 1929).
- 1990: Jack Gilford, actor estadounidense (n. 1908).

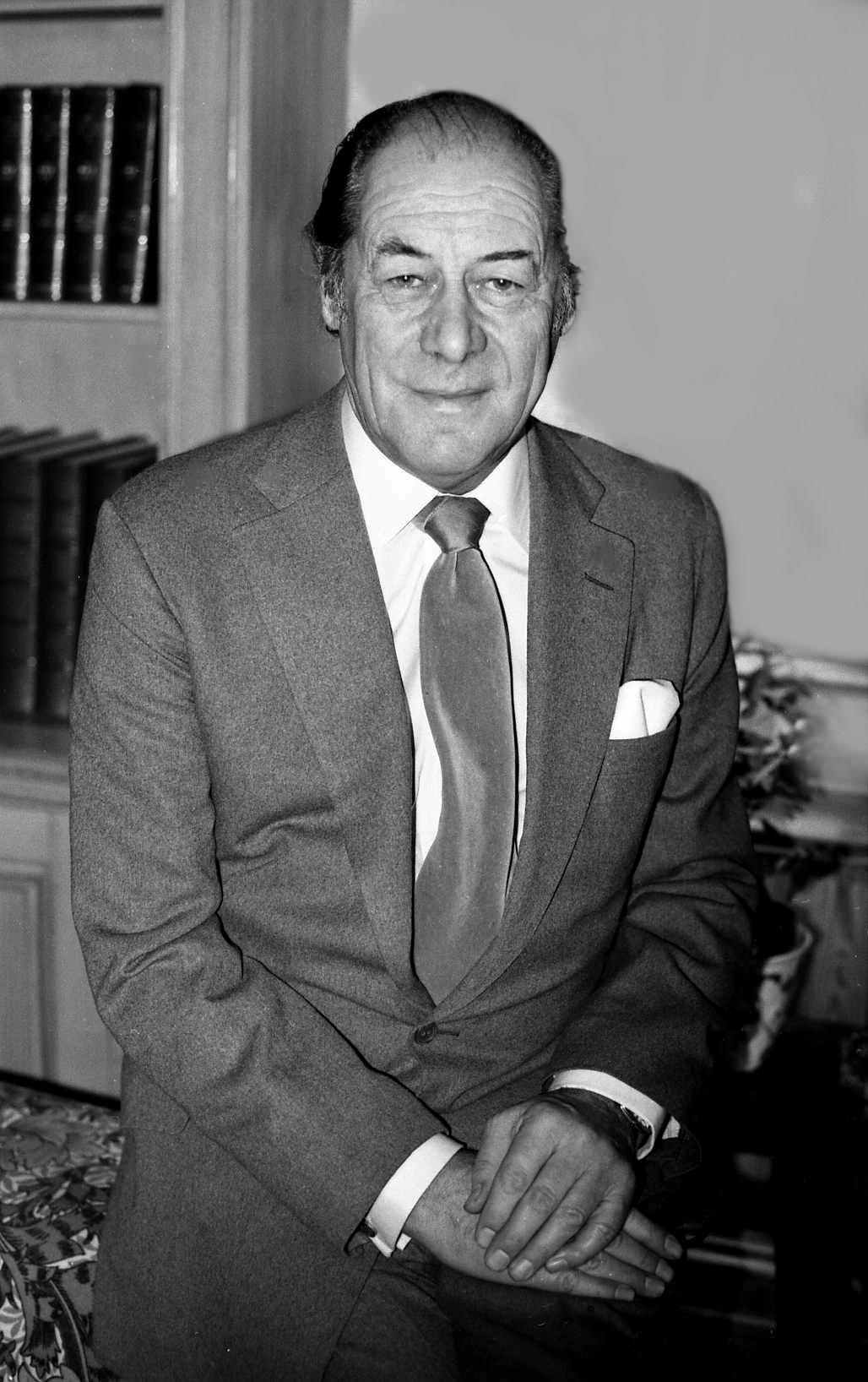
Rex Harrison.

- 1990: Rex Harrison, actor británico (n. 1908).
- 1996: John Alton, cineasta estadounidense (n. 1901).
- 1996: Rene Bond, actriz pornográfica estadounidense (n. 1950).
- 1996: Ray Combs, cómico y actor estadounidense (n. 1956).
- 1996: Pilar Lorengar, soprano española (n. 1926).
- 1996: Amos Tversky, psicólogo israelí (n. 1937).
- 1998: Gonzalo Martínez Ortega, cineasta mexicano (n. 1934).
- 1999: Junior Braithwaite, músico jamaicano (The Wailers) (n. 1949).
- 1999: César Augusto Dávila Gavilanes, sacerdote ecuatoriano (n. 1910).
- 1999: Olivier Debré, pintor francés (n. 1920).
- 1999: Rodolfo Tálice, escritor uruguayo (n. 1899).
- 2001: Imogene Coca, actriz estadounidense (n. 1908).
- 2002: Orlando Fantoni, futbolista y entrenador brasileño (n. 1917).
- 2004: Nikolái Giaúrov, tenor búlgaro (n. 1929).
- 2004: Alfredo Parga, periodista argentino (n. 1924).
- 2004: Sergio Ramos Gutiérrez, actor mexicano (n. 1935).
- 2005: Isabel Aretz, musicóloga y compositora argentina (n. 1909).
- 2005: Chloe Jones, actriz porno estadounidense (n. 1975).
- 2005: Samir Kassir, periodista y profesor libanés (n. 1950).
- 2005: Bolívar Urrutia Parrilla, militar panameño (n. 1918).
- 2006: Bernard Loomis, desarrollador juguetero estadounidense (n. 1923).
- 2007: Huang Ju, político chino (n. 1938).

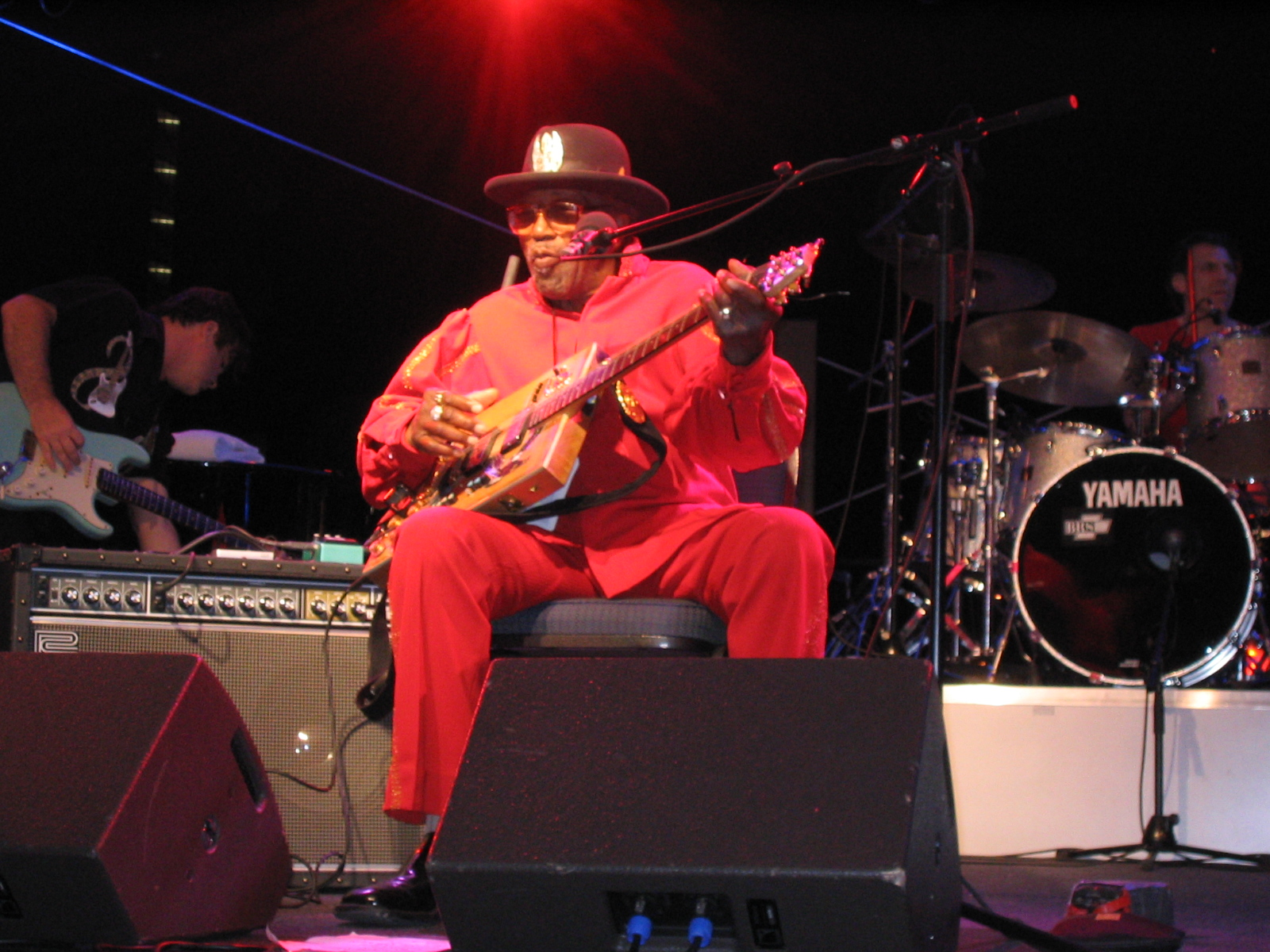
Bo Diddley.

- 2008: Bo Diddley, músico estadounidense (n. 1928).
- 2008: Mel Ferrer, actor estadounidense (n. 1917).
- 2009: David Eddings, escritor estadounidense (n. 1931).
- 2009: Tony Maggs, piloto de automovilismo sudafricano (n. 1937).
- 2010: Giuseppe Taddei, barítono italiano (n. 1916).
- 2011: Vicente Ramos Pérez, historiador y académico español (n. 1919).
- 2011: Ray Bryant, pianista y compositor estadounidense (n. 1931).
- 2012: Adolfo Calero, empresario y político nicaragüense (n. 1931).
- 2012: Richard Dawson, cómico y actor estadounidense (n. 1932).
- 2012: LeRoy Ellis, baloncestista estadounidense (n. 1940).
- 2012: Héctor García Cobo, fotógrafo mexicano (n. 1923).
- 2012: Kathryn Joosten, actriz estadounidense (n. 1939).
- 2012: Helios Sarthou, político uruguayo (n. 1926).
- 2012: Genichi Taguchi, ingeniero japonés (n. 1924).
- 2016: Rafa Ojeda, sacerdote español (n. 1935).
- 2017: Peter Sallis, actor inglés (n. 1921).
- 2019: Alan Rollinson, piloto británico de automovilismo (n. 1943).
- 2020: Héctor Suárez, actor y comediante mexicano (n. 1938).
- 2020: Chris Trousdale, cantante y actor estadounidense (n. 1985).
- 2020: Carlo Ubbiali, piloto de motociclismo italiano (n. 1929).
- 2024: Larry Allen (52), jugador estadounidense de fútbol americano (n. 1971).[3]
- 2024: Oscar del Barco (96), filósofo y ensayista argentino (n. 1928).[4]
- 2024: Wensley Bundel (77), entrenador y jugador de fútbol surinamés (n. 1948).[5]
- 2024: Rob Burrow (41), jugador de rugby británico; ELA (esclerosis lateral amiotrófica) (n. 1982).[6]
- 2024: Carl Cain (89), jugador de baloncesto estadounidense (n. 1934).[7]
- 2024: Edgardo Cozarinsky (85), escritor, dramaturgo, cineasta y actor argentino (n. 1939).[8]
- 2024: Donovan Ebanks (72), diplomático caimanés (n. 1951).[9]
- 2024: Javier Erice (95), pediatra y político español (n. 1928).[10]
- 2024: Colin Gibb (70), cantante y músico británico (n. 1943).[11]
- 2024: Michael J. Karels (67), ingeniero de software estadounidense (n. 1956).[12]
- 2024: David Levy (86), político israelí (n. 1937).[13]
- 2024: Agustín Moreno (85), futbolista mexicano (n. 1939).[14]
- 2024: Janis Paige (101), actriz y cantante estadounidense (n. 1922).[15]
- 2024: Luigi Saraceni (86), abogado y político italiano (n. 1937).[16]
- 2024: Richard W. Sears (81), político estadounidense (n. 1943).[17]
- 2024: Harold Snoad (88), productor, escritor y director de televisión británico (n. 1935).[18]
- 2024: Barbara Stewart (72), política neozelandesa (n. 1952).[19]

## Celebraciones
- Día Internacional de la Trabajadora Sexual.[20]

- Día Internacional de Lucha contra la Miastenia Gravis.[21]

- Día Internacional por los Trastornos Alimentarios.

 Por países
(Por orden alfabético)
- Argentina:

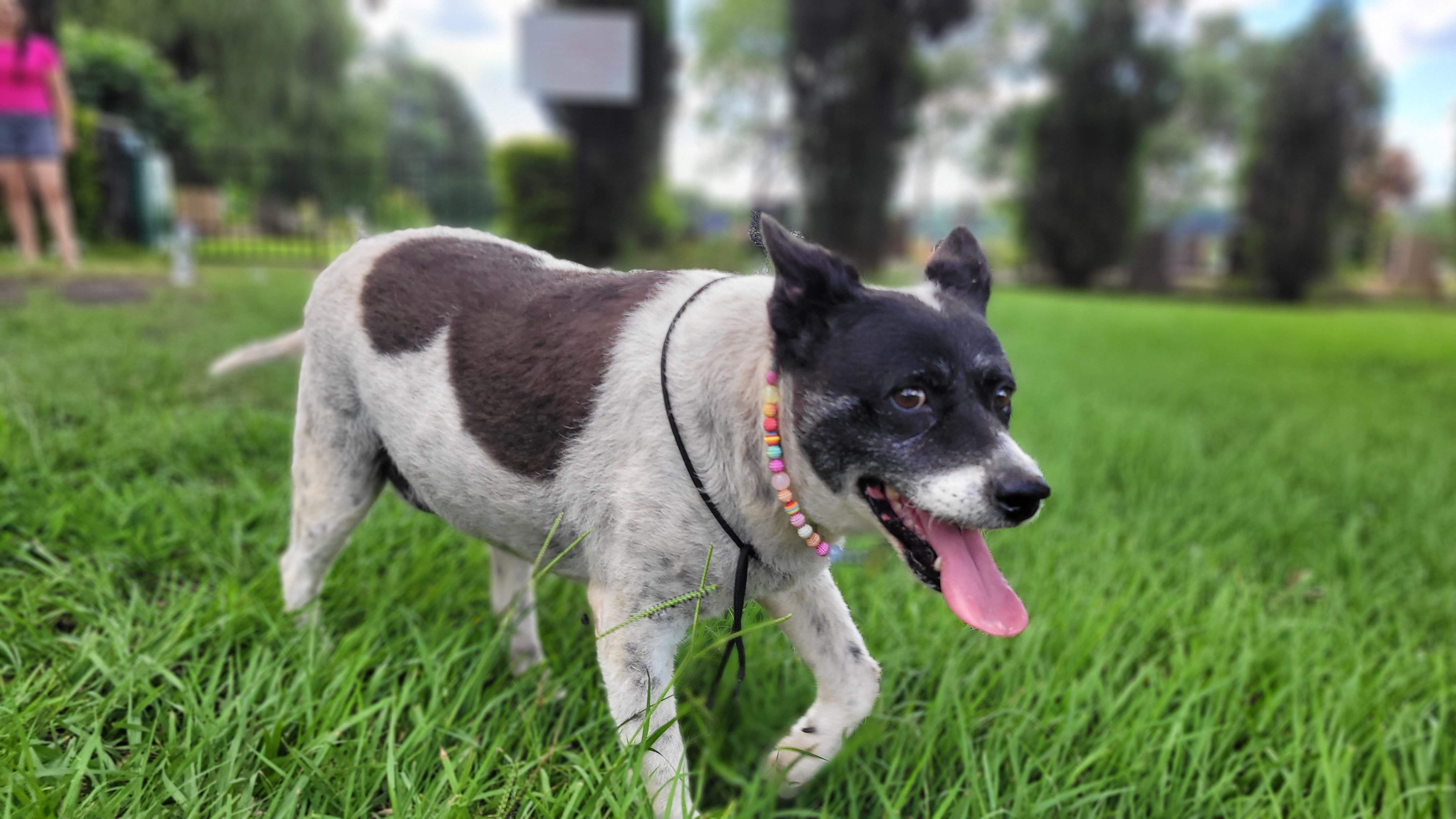
Día Nacional del Perro en Argentina.

- - Día del Graduado en Ciencias Económicas.[22]
  - Día del Bombero Voluntario.[23]
  - Día Nacional del Perro.[24]
  - Día de la Persona Enferma de Miastenia Gravis.

- España: 
  - Día Nacional del Donante de Órganos y Tejidos.

- Italia: 
  - Día de la República.

### Santoral católico

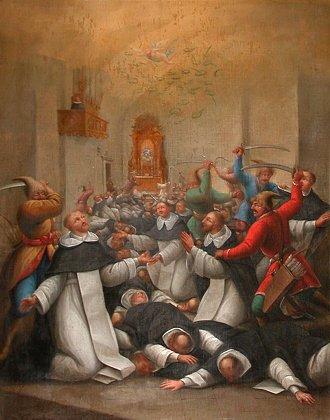
Martirio de Sadoc de Sandomierz y compañeros.

- Santos Marcelino y Pedro de Roma, mártires (c. 304).[25]
- Santos Potino y Blandina de Lyon, junto con cuarenta y seis compañeros mártires (177).[25]
- San Erasmo de Formia, obispo y mártir (c. 303).
- San Eugenio I, papa (657).[25]
- San Nicéforo de Constantinopla, obispo (629).[25]
- San Guido de Acqui, obispo (1070).[25]
- San Nicolás de Trani, peregrino (1094).[25]
- Beatos Sadoc de Sandomierz y compañeros, mártires (1260).[25](imagen ilustrativa).
- Santo Domingo Ninh, mártir (1862).[25]
- San Dictino de Astorga, obispo (s. V).[25]
- Santos Germán, Paulino, Justo y Sicio de Gerona, mártires.
- San Juan de Ortega, presbítero (1163).[25]